# Paradromulia anomala
Paradromulia anomala är en fjärilsart som beskrevs av W. Warren 1898. Paradromulia anomala ingår i släktet Paradromulia och familjen mätare. Inga underarter finns listade i Catalogue of Life.